# Maciej Słupski
Maciej Słupski herbu Pałuka (zm. w 1502/1503) – kasztelan nakielski w 1467 roku, starosta Kcyni do 1502/1503 roku, Nakła w latach 1467-1468.
Syn Wojciecha.  